# Randa Hängebrückenweg
Als Randa Hängebrückenweg wird die Schweizer Wanderroute 193 (eine von 269 lokalen Routen) in den Walliser Alpen bezeichnet.
Der Rundweg startet in Randa im Schweizer Kanton Wallis und steigt auf der Ostseite des Mattertals in Richtung Europahütte. Höhepunkt ist die «Charles Kuonen Hängebrücke» am Europaweg, welche überquert wird. Auf der Südseite geht es dann über Höüschbiel und in einem Bogen wieder hinab nach Randa.

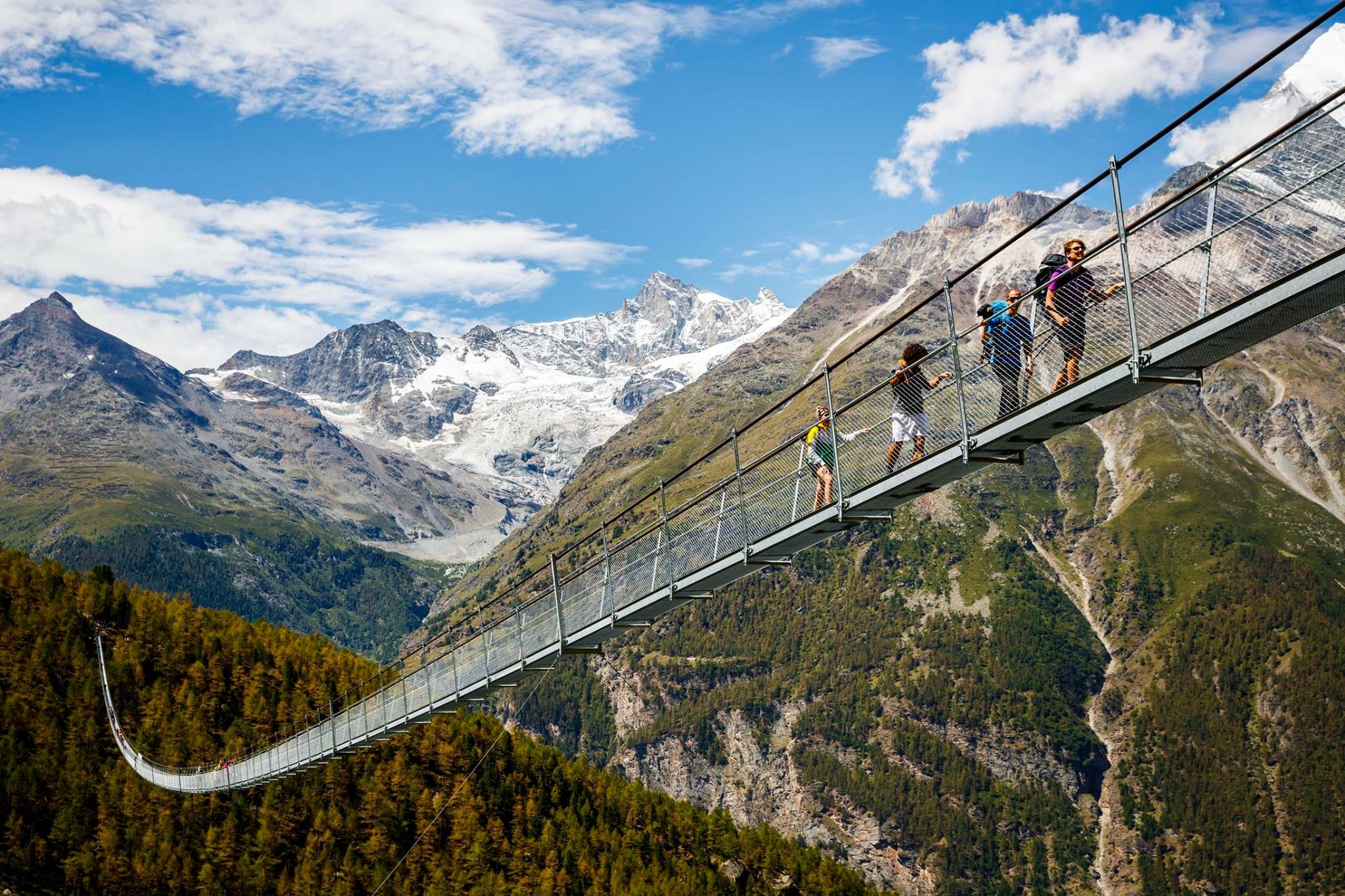
Hängebrücke > Südwesten.

Das ergibt eine Strecke von sieben Kilometern, wobei man 700 Höhenmeter auf- und abzusteigen hat. Es wird eine Wanderzeit von drei Stunden und 15 Minuten angegeben.
Der höchste Punkt liegt bei 2102 m ü. M.; bis zur Hütte hätte man noch 162 zusätzliche Höhenmeter zu steigen und auf gleichem Weg zurückzukehren. Hier befindet man sich auf der regionalen Route 27 (dritte Etappe der Swiss Tour Monte Rosa).

## Nachweise
1. ↑  Alle lokalen Routen bei «SchweizMobil».
2. ↑  Lage & Höhen gemäß «geo.admin.ch».
3. ↑  Swiss Tour Monte Rosa bei «SchweizMobil».